# Форпостна
Форпо́стна — залізнична станція Лиманської дирекції Донецької залізниці.
Розташована в смт Дробишеве Краматорського району Донецької області. Станція розташована на лінії 390 км — Лиман між станціями Лиман (11 км) та Святогірськ (13 км).
На станції зупиняються лише приміські електропоїзди.